# Base aérienne de Marigny-le-Grand
La base aérienne de Marigny-le-Grand est une ancienne base aérienne de l'OTAN située à Marigny dans le département de la Marne.
L'emprise de la base est maintenant utilisée par un site Natura 2000 et une centrale solaire photovoltaïque.

## Historique

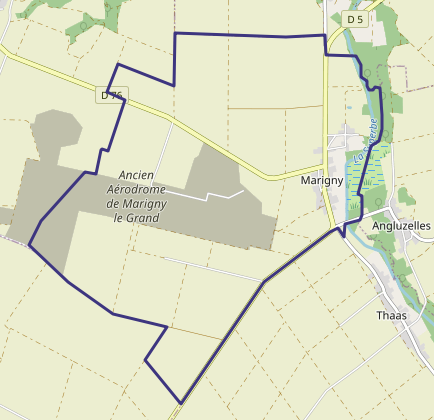
Emprise de la base aérienne sur les communes de Marigny et Gaye (à l'ouest)

Marigny-le-Grand avait été choisi pour accueillir une "plate-forme d’opérations" (un terrain préparé pour l'aviation) dès 1939. Le terrain sera restitué à l'agriculture après la Seconde Guerre mondiale.
Les études en vue de la construction de l'aérodrome commencent en 1951. L'acquisition des terrains se fait en plusieurs tranches, notamment 127 ha puis 160 ha en 1952 et 1954.
Une piste de 2 400 m de long et 45 m de large, un taxiway et trois marguerites (parking pour avions autour d’un taxiway en forme de marguerite) composées de 16 alvéoles sont créés.

### Base aérienne pour l'OTAN (1955-1966)
L'aérodrome devait être utilisé comme base de dispersion pour l'OTAN en cas de conflit. Il ne possède donc ni infrastructure (tour de contrôle, hangars, casernements), ni unités aériennes.

### Rattachement à la Base 112 (1966-1998)
L'aérodrome a ensuite été utilisé par les avions de la Base aérienne 112 Reims-Champagne. L'aérodrome est officiellement fermé à toute circulation aérienne le 9 avril 1998.

### Site Natura 2000 (2006)
L'emprise de l'aérodrome devient une zone de protection spéciale (ZPS) pour les oiseaux, gérée par le conservatoire d'espaces naturels de Champagne-Ardenne.  Le site "Natura 2000 Marigny, Superbe, vallée de l'Aube" est ainsi créé le 10 mars 2006.

### Centrale solaire photovoltaïque (2021)
Une centrale solaire est construite sur une partie du site par le groupe CVE en 2021. 69 000 panneaux photovoltaïques sont installés sur 16 ha.

## Rassemblement évangélique
L'aérodrome a accueilli le rassemblement évangélique des Tziganes Vie et Lumière en 
1991.

## Teknivals
Plusieurs teknivals se sont tenus sur l'aérodrome en 2001, 2003, 2005 et 2018.